# أوتيليو بلانكو
أوتيليو Ulate بلانكو (بالإسبانية: Otilio Ulate Blanco) (و. 1891 – 1973 م) هو سياسي، وصحفي من كوستاريكا ولد في ألاخويلا.